# Maskana
Maskana (àrab: مسكنة, Maskana; siríac: Maškene) és una localitat al nord de Síria, a la governació d'al-Rakka (ar-Raqqah), a la riba de l'Eufrates.

## Història
S'han trobat restes de l'edat del bronze a alguns llocs de la zona especialment a Tell Muraybat. La població es va desenvolupar aigües avall de Qàlat Najm i prop de Balis, estació de la ruta de caravanes des d'Alep al riu Eufrates i a Bagdad. En aquest punt l'Eufrates era ja navegable i el tràfic fluvial s'aprofitava. Hi van viure tribus àrabs anomenades Hadidin, descendents del xeic Hadid. Al segle vi s'hi van establir les tribus Anaza i Bakr; segles després els anazes seran reforçats per noves emigracions.
Sota domini musulmà la seva història va quedar lligada a Balis i des del segle ix sota autoritat dels diversos sobirans d'Alep. A principis del segle xii l'atabeg de Mossul va disputar a Alep el domini i a la mort de Nur al-Din (1174) les rivalitat dels seus successors i després dels successors de Saladí foren la norma. A partir del 1259 es van produir atacs mongols, que es van reproduir periòdicament a la resta del segle. El 1260 va desaparèixer l'emirat aiubita d'Alep i els mamelucs prengueren el control directe. Sota els mamelucs Maskana no és esmentada. El 1516 es va establir el domini otomà quan dominaven la regió tribus nòmades turbulentes.
El 1876 el sultà Abdul Hamid II va confiscar les terres fèrtils del sandjak d'Alep i les va incorporar al seu domini personal; el 1908 el sultà va acceptar la incorporació dels seus dominis personals al conjunt dels de l'estat. Les terres de Maskana s'esmenten als registres fins al 1923. El 1915 hi havia una posició de policia, un gran kan i una estació de telègraf. El 1920 va passar a França i tenia la consideració de kada, el segon dins de l'estat d'Alep, un dels del mandat, amb el 80% de les terres administrades per l'estat (els petits propietaris eren el 5% i el 15% eren terres que tenien els mitgers); fins al 1922 no es va obrir una ruta fins a Alep, però impracticable pels automòbils i per això la terra tenia poc valor, tot i que a la vora del riu eren altament productives i encara en segona línia eren força bones. La població era pas de ramats des de Mossul a Alep en transhumància. A principis del segle XX la producció de llet abastia Alep i allí es convertia en part en mantega per l'exportació. El 1945 tenia 430 habitants. modernament l'obertura de carretera han millorat la situació però la població no és elevada.